# 李光文 (1941年)
李光文（1941年3月—），男，藏族，四川小金人，中华人民共和国政治人物，曾任西藏自治区人大常委会副主任。

## 生平
1956年7月参加工作。1960年5月加入中国共产党。